# Guido Leontini
Guido Leontini (21 mars 1927 – 26 avril 1996) est un acteur italien de théâtre, de cinéma et de télévision.

## Biographie
Né à Catane dans une famille d'acteurs, Guido Leontini commence sa carrière au théâtre dans les années 1950, en particulier dans les pièces de Luigi Pirandello. Entre 1962 et 1972 il est membre du Teatro Stabile di Catania. Au cinéma il incarne surtout des rôles de méchants.

## Filmographie partielle
- 1972 : Cosa Nostra de Terence Young
- 1972 : La Vengeance du Sicilien de Carlo Lizzani
- 1972 : Girolimoni, il mostro di Roma de Damiano Damiani
- 1972 : Abus de pouvoir (Abuso di potere) de Camillo Bazzoni
- 1974 : Les Durs (Uomini duri) de Duccio Tessari
- 1974 : Brigade volante((Squadra volante) de Stelvio Massi
- 1976 : Les Déportées de la section spéciale SS (Le deportate della sezione speciale SS) de Rino Di Silvestro
- 1975 : Une blonde, une brune et une moto (Qui comincia l'avventura) de Carlo Di Palma
- 1975 : La Bagarre du samedi soir (Il tempo degli assassini) de Marcello Andrei
- 1977 : Échec au gang (La banda del gobbo) d'Umberto Lenzi
- 1980 : L'avvertimento de Damiano Damiani